# Шарловка (деревня)
Шарловка — деревня в Козульском районе Красноярского края России. Входит в состав Лазурненского сельсовета. Находится на левом берегу реки Шарловка, примерно в 6 км к юго-востоку от районного центра, посёлка Козулька, на высоте 312 метров над уровнем моря.

## Население
| 2010 |
| ---- |
| 76   |

По данным Всероссийской переписи, в 2010 году численность населения деревни составляла 76 человек (35 мужчин и 41 женщина).

## Улицы
Уличная сеть деревни состоит из одной улицы (ул. Квитовича). Улица получила название в честь уроженца деревни участника Великой Отечественной войны, Героя Советского Союза Дмитрия Константинович Квитовича (1923—1983).